# Leuchtturm Akmensrags
Der Leuchtturm Akmensrags, auch deutsch Steinort genannt, befindet sich an der westlichen Ostseeküste Lettlands beim Ort Ziemupe südlich vom Ferienort Pāvilosta (deutsch Paulshafen). Den Namen Steinort bekam dieser Strandabschnitt, da eine Menge von Küstenkieseln bizarr auf vom Wind geformten Sandkegeln liegen.
Der zweithöchste Leuchtturm Lettlands ist ein wichtiger Navigationspunkt an einem der gefährlichsten Orte der Ostseeküste mit lebhaftem Schiffsverkehr. Dies ist auf mehrere Faktoren zurückzuführen: Der Leuchtturm befindet sich auf einer steinigen Sandbank, die vom Ufer aus etwa 2 Seemeilen (≈3,7 km) nordwestlich ins Meer reicht. Ein weiterer Gefahrenpunkt ist somit die geringe Wassertiefe in der Nähe des Leuchtturms – durchschnittlich nur 2,4 Meter. Der Standort des Leuchtturms ist im Laufe der Zeit unverändert geblieben, die Küstenlinie hat sich jedoch dem Turm genähert.

## Geschichte
In diesem Gebiet gab es seit den 1870er-Jahren ein Navigationsfeuer – ein Mast mit einer Petroleumlaterne. Die Gesamthöhe des Leuchtturms mit Laterne und Sockel betrug 28 Meter. Die Holzpyramide war weiß, während die Laterne und das Dach rot gestrichen waren.
1879 errichteten Hydrographen der russischen Marine zusammen mit Seeleuten eine Bake mit einem Reflektor anstelle eines Leuchtturms, dessen Außenfläche nachts von brennenden Petroleumlampen beleuchtet wurden.
1889 wurde ein 19,5 Meter hoher, sechseckiger, konischer Holzleuchtturm gebaut. Oben in einer kleinen Laterne befand sich eine Petroleumlampe. Wind und Wetter haben diese Anlage im Laufe der Jahre ruiniert.
1911 wurde ein neuer Leuchtturm gebaut. Ein zylindrischer Holzturm stand auf einem 6 Meter hohen Granitsockel. Die Gesamthöhe  betrug 32 Meter. In der Laterne befand sich ein neuer Acetylenbrenner aus englischer Produktion. Die Brennstoffreserven wurden alle sechs Monate aufgefüllt.

### Erster Weltkrieg
Dieser Leuchtturm hielt nicht lange und wurde im Ersten Weltkrieg zerstört. Am 16. August 1914 feuerten die deutschen Kreuzer Augsburg und Magdeburg aus 3 km Entfernung auf den Leuchtturm. Trotz anderthalb Stunden Beschuss wurde der Leuchtturm schwer beschädigt, aber nicht vollständig zerstört. Aber er wurde im April 1915 von der Arcona komplett, bis auf das Granitfundament, zerstört. Die Navigation an diesem Ort wurde gefährlich, und fast sofort wurde ein Mast mit einer Laterne installiert, die nachts kaum sichtbar war. Während der Besetzung von Kurland bauten die Deutschen in der Nähe einen temporären, hölzernen Leuchtturm.

### Zwischenkriegszeit
Nach der Unabhängigkeitserklärung von 1918 entwarf die lettische Regierung ein Projekt zum Wiederaufbau dieses Leuchtturms. Im Juni 1920 traf eine Gruppe von Ingenieuren auf dem Gelände ein, untersuchte die Ruinen des alten Turms und beschloss, neben dem von den Deutschen gebauten hölzernen einen völlig neuen Leuchtturm zu bauen. Die Arbeiten begannen am 20. Juli. Anfangs gab es genügend Material für den Bau eines 19,5 Meter hohen Turms. Die Baumaterialien wurden von Liepāja aus auf dem Seeweg transportiert und vor der Küste wegen der Untiefen in flache Pontons umgeladen. Der Granitsockel des alten Leuchtturms wurde abgerissen und die Steine daraus für den Bau verwendet. Der Bau des letztendlich 37 Meter hohen Turms wurde im August 1921 abgeschlossen, kleinere Arbeiten wurden jedoch bis 1924 weitergeführt. 1922 wurde eine Gaslampe der schwedischen Firma AGA installiert. Im November desselben Jahres wurde die Anlage durch ein Nebelhorn ergänzt. Nördlich des Leuchtturms wurde eine Rettungsstation errichtet.
Am 14. Januar 1923 lief der Dampfer Saratov, 1919 zeitweilig Sitz der lettischen vorläufigen Regierung unter  Kārlis Ulmanis, vor dem Leuchtturm von Akmenrags auf Grund. Das Schiffswrack wurde 1934 zerstört und 1936 abgetragen.
Im November 1927 wurde die manuelle Sirene durch eine automatische ersetzt und im selben Jahr wurde der hölzerne Leuchtturm abgerissen.

### Zweiter Weltkrieg
Während des Zweiten Weltkriegs blieb der Leuchtturm intakt, aber bereits 1939 traten vertikale Risse von bis zu anderthalb Metern Länge auf.

### Nachkriegszeit
1949 wurden Restaurierungsarbeiten durchgeführt, bei denen die Risse zementiert, mehrere Metallreifen zur Verstärkung um den Turm selbst gespannt und der Turm gestrichen wurden. 1957 wurde eine weitere Restaurierung durchgeführt, bei der der Ziegelsteinturm mit einem Betonrahmen verstärkt wurde. In dieser Form können wir ihn heute sehen. Ebenfalls in den 1950er Jahren wurde der Leuchtturm elektrifiziert und die Gaslaterne durch eine ASA-500 ersetzt. In der Sowjetzeit galt der Leuchtturm als strategische Sicherheitseinrichtung. Es gab Signal- und Beobachtungsposten und eine aktuelle Funktechnik zum Schutz der Außengrenze.

### Aktuell
Die automatische Beleuchtung ist jetzt einfach und unkompliziert. Keine riesigen Fresnellinsen, rotierende mechanische Teile mehr. Nur ein paar Parabolspiegel und ein Kreis kompakte LEDs. Die Konstruktion aus den USA ist mit einer Plastikkappe verschlossen. Als Reserve wurde die Halogenlampe beibehalten. Das Feuer ist unter normalen Bedingungen bis zu einer Entfernung von 18 Seemeilen sichtbar.
Am 5. September 2005 wurde der Leuchtturm von Akmeņrags in die staatliche Liste der technischen Kulturdenkmäler (№ 8570) aufgenommen. 2008 wurde eine Briefmarke mit dem Motiv des Leuchtturms herausgegeben.
Heute ist der Leuchtturm von Akmeņrags ein beliebtes Touristenziel. Derzeit ist der Leuchtturm mit seinen 170 Stufen der inneren Wendeltreppe, die bis zur Aussichtsgalerie in 38 m Höhe reichen, für die Öffentlichkeit zugänglich.